# Manuel Antonio Cardoso
Manuel Antonio Cardoso (Portugal, 7 de abril de 1983) es un ciclista portugués que fue profesional entre 2006 y 2015.

## Palmarés
| 2006 - 1 etapa de la Vuelta a Portugal 2007 - 2 etapas de la Vuelta a Extremadura 2008 - 2 etapas de la Vuelta al Distrito de Santarém - 2 etapas de la Vuelta al Alentejo - 1 etapa de la Vuelta a la Comunidad de Madrid 2009 - 1 etapa de la Tropicale Amissa Bongo - 1 etapa del Circuito de Lorena - 1 etapa del Gran Premio CTT Correios de Portugal - Campeonato de Portugal en Ruta - 2 etapas del G. P. Torres Vedras-Trofeo Joaquim Agostinho - 1 etapa de la Vuelta a Portugal 2010 - 1 etapa del Tour Down Under | 2011 - 1 etapa de la Volta a Cataluña 2012 - 1 etapa de la Vuelta a Castilla y León - Campeonato de Portugal en Ruta 2013 - 1 etapa de la Vuelta a Portugal 2014 - 1 etapa de la Vuelta al Alentejo - 4 etapas del Tour de Marruecos - 1 etapa de la Vuelta a Portugal 2015 - 1 etapa de la Vuelta al Alentejo |

## Resultados en Grandes Vueltas y Campeonatos del Mundo
| Carrera         | Carrera         | 2006 | 2007 | 2008 | 2009 | 2010  | 2011 | 2012  | 2013 | 2014 | 2015 |
| --------------- | --------------- | ---- | ---- | ---- | ---- | ----- | ---- | ----- | ---- | ---- | ---- |
|                 | Giro de Italia  | —    | —    | —    | —    | —     | Ab.  | —     | —    | —    | —    |
|                 | Tour de Francia | —    | —    | —    | —    | Ab.   | —    | —     | —    | —    | —    |
|                 | Vuelta a España | —    | —    | —    | —    | 128.º | —    | 160.º | —    | —    | —    |
| Mundial en Ruta | Mundial en Ruta | —    | —    | —    | —    | Ab.   | 16.º | —     | —    | —    | —    |

—: no participa
Ab.: abandono

## Equipos
- Boavista (2006-2007)
  - Carvalhelhos-Boavista (2006)
  - Riberalves-Boavista (2007)
- Liberty Seguros Continental (2008-2009)
- Footon-Servetto (2010)
- RadioShack (2011)
- Caja Rural (2012-2013)
- Banco BIC/Tavira (2014-2015)
  - Banco BIC-Carmim (2014)
  - Team Tavira (2015)